# 関口和之
関口 和之（せきぐち かずゆき、1955年〈昭和30年〉12月21日 - ）は、日本の男性ミュージシャン、シンガーソングライター、ウクレリアン。ロックバンドサザンオールスターズでベースを担当。愛称は、ムクちゃん、カズ坊。
新潟県出身。青山学院大学文学部卒業。所属事務所はアミューズ。所属レコード会社はJVCケンウッド・ビクターエンタテインメント、所属レーベルはタイシタレーベル。有限会社のほほん代表取締役。

## 概要
1978年にサザンオールスターズのベーシストとしてメジャーデビューを果たし、1986年にアルバム『砂金』でソロ活動を開始した。1991年にハーブ・オオタと出逢ったことをきっかけにウクレレの活動を始め、ハワイでウクレレのイベントを開催している。また桃太郎電鉄シリーズなどのゲーム音楽の作曲を手掛けている。ミュージシャンとしての活動だけでなく、漫画やエッセイの出版、テレビドラマやラジオの出演など幅広く活動している。

## 音楽性

### ベース
音楽およびベースに興味を持った原点としてビートルズやポール・マッカートニーの影響を語っている。また、カール・レイドルやチャック・レイニーなども聴いていた。青学時代にフェンダーのベースを購入したことについて「物を手に入れてあれほどうれしかったことはない」と述べている。
桑田佳祐は関口のことを「ユニークな発想をする」「アーティスティック」「サザンの要」と評し、また関口のベースの演奏を「センスのいい関口和之のベース」「知的でカッコいい」「彼はやはり天才なのである」と認めている。さらに「あいつのベース、攻めてるんだよな」とも評し、「セイシェル 〜海の聖者〜」（2005年）のBメロのベースラインは「彼じゃないと絶対に発想できないし、弾けないラインだ」と語っている。関口は攻めているといった評価について「自分としては、そんなに攻めたつもりはないんですけどね。そんなに自由に弾いてるつもりもないし、自分なりの決め事があって、その目標に到達出来るように弾いてただけなんですけどね」としている。2005年のサザンの全国ツアー『みんなが好きです!』で「JUMP」（2005年）を演奏した際には、CD音源と異なる激しいベースソロを間奏で披露している。
サザンの無期限活動休止が終わりバンドが活動を再開した2013年からほぼ5年ぶりにベースに触れたところ「ベースでやり残していること、結構あるな」と気づき、「それはつまりサザンでやり残したこと」であった旨も語っている。

### ウクレレ
1991年にハーブ・オオタに出逢ったことをきっかけとしてウクレレ愛好家になり、それ以降のアルバムのコンセプトはウクレレをフィーチャーした作品として発売されている。作品には多数のウクレレの演奏者が参加している。高木ブーとはウクレレ仲間として交流があり、ソロ活動ではライブやイベントで共演している。2009年から2012年のサザンの無期限活動休止期間中はウクレレの活動に集中していた。
関口によると「音楽をこのまま続けていっていいのか」「大好きだった音楽なのに、一時嫌いになりかけた」という程思い悩んだ時期あったが、ウクレレとの出会いによって乗り越え、「昔以上に音楽が好き」と思えるようになったと語っている。
サザンの楽曲「DOLL」（2004年）でウクレレを弾いているのは関口である。また、桑田は関口からウクレレを借りたことがあり、桑田ソロの楽曲「悲しみよこんにちは」（2011年）のレコーディングでそれを演奏している。
関口はウクレレは心をゆるめる作用があると感じている。
ウクレレファン用のスマートフォンアプリ「ウクレリアン」をプロデュースした。

### その他
サザンとしての活動でもボーカルを担当している楽曲は存在しているが、ソロでの作品では関口自身で作詞・作曲・ボーカル・プロデュース、さらにはジャケットも手掛けている。
さくまあきらから『桃太郎伝説』の音楽制作を依頼された際に、個人的な友人関係であることを理由としてテレビゲームをやったことがないにもかかわらず引き受けた。このころの関口はインストゥルメンタルを作曲した経験がなかったため少し躊躇していたという。当時のファミコンは使える音が制限されていたため、作曲する際にはキャラクターや場面をメロディーで表現しようと心がけたといい、自身の音楽性にも影響を与えたことを語っている。長きに渡り自身の楽曲をゲーム音楽に起用し続けているさくまに対しては「感謝してもしきれない」とコメントしている。

## 人物
関口は桑田にとってサザンのメンバーの中でアマチュア時代の最も古くから面識のある人物である。桑田のラジオ番組『桑田佳祐のやさしい夜遊び』（TOKYO FM）を聴いていることを明かしており、選曲に共感することもあるという。サザンが長く続いた秘訣として「『休み休みやることかな』としか答えようがない」とインタビューで述べている。
既婚者であり、妻は『PoePoe』や『ウクレレ・ピクニック』の経営にも関与している。帽子と口ヒゲがトレードマークになっている。「勝手にシンドバッド」のジャケット写真ではつけヒゲを着用していた。あだ名は以前飼っていた犬の「ムク」が関口に良く似ていたこと、および“温泉あんまももひきバンド”時代の髪型が胸まである長髪でむく犬のようだったことからムクちゃんとつけられた。このあだ名は青学時代にはすでについていた。
青学時代に教職試験に合格しており、卒業後の進路として教師の職に就くことも選択肢としてあったが、周囲の反対を押し切ってサザンのメンバーになった旨を関口自身や桑田が証言している。関口は「その後の僕の人生は幸せです」とコメントしている。また、青学時代に留年を経験している。これは本人が意図的に1単位減らしたことによるものと桑田が語っている。
サッカーを愛好していることを度々語っている。サザンのレコーディングで使用するビクタースタジオから歩いてすぐのところに国立競技場があるため、空き時間に観戦しに行くという。
漫画やイラストを得意としており、原由子のソロデビューアルバム『はらゆうこが語るひととき』、爆風スランプのデビューアルバム「よい」のジャケットは関口が描いたものである。関口は「小学校のころから、僕はマンガ大好き少年であった。マンガ家になりたいと本気で思っていた」と語っており、暇さえあれば絵を描いている。1984年には週刊少年サンデー増刊号に4コママンガの連載を持った。さくまあきらと知り合ったことで、鳥山明、いしかわじゅん、江口寿史、高橋留美子、高野文子らとの交流ができた。得意なものまねレパートリーとして森本レオを挙げている。
サザンを漢字一文字で表すと重ねた思い出やベースの重さから"重"だと語った。

## 来歴

### 生い立ち・学生時代
1955年12月21日に新潟県北蒲原郡水原町（現：阿賀野市）にて生誕。
1971年に新潟県立新発田高等学校に入学。漫画家志望だった関口は美術を選択科目の第一希望にしたが、人数の問題でなんとなく苦手だったという音楽に回された。しかし、これにより音楽に興味を持ち、結果的にミュージシャンになるきっかけとなった。また、部活動では設立したばかりだったサッカー同好会に所属していた。
1974年に青山学院大学文学部英米文学科に入学。同大学のフォークソング・サークルで桑田佳祐と知り合い、「温泉あんまももひきバンド」を結成した。後にこのバンドは「ピストン桑田とシリンダーズ」に改名。同バンドの解散以降はしばらくの間桑田のバンドから離れた。桑田のバンドはその後幾度かバンド名が変わり、最終的に「サザンオールスターズ」に落ち着いた。1977年春にヤマハ主催の音楽コンテスト「EastWest」にて天野和平の脱退による後任として正式にベーシストとして桑田が率いるサザンオールスターズに加入した。

### メジャーデビュー後
1978年6月25日にビクター音楽産業より、サザンオールスターズとして「勝手にシンドバッド」でメジャーデビューを果たした。当時は東京都目黒区祐天寺の風呂なしのアパートに住んでいた。
1983年にエッセイ集『突然ですがキリギリス』を執筆し、集英社から発売された。1986年からサザンが活動休止に入ったことで、関口は2月にアルバム『砂金』でソロデビューを果たした。
1987年に当時漫画評論家だったさくまあきらからの依頼でコンピュータRPG『桃太郎伝説』の音楽を担当。同ソフトは約80万本の大ヒットとなり、以来、ほぼ毎年一本のペースで桃太郎伝説シリーズおよび桃太郎電鉄シリーズをはじめとしたさくま関連の仕事を引き受けるようになる。
その後はサザンの活動とソロの活動を並行に行い、1990年にはフジテレビ系列のドラマ『いつも誰かに恋してるッ』に出演した。1991年に上記で述べた通り、ハーブ・オオタと出逢ったことをきっかけにウクレレ愛好家となった。
1991年8月から1994年まで循環器系のトラブルによる症状により体力の消耗を伴う活動を控え、しばらく療養する必要が生じたため、ベーシストとしての活動を休止。1992年中まではジャケット・ブックレット写真に姿を見せていたが、1993年以降はそういった活動も控えるようになり、レコーディングやライブで美久月千晴や根岸孝旨が代役を務める状態がしばらく続いた。一方で「日常生活には支障はない」との判断により当初から「お目にかかる機会もあると思います」といったアナウンスもなされており、実際に新たな雑誌や地元新潟の新聞の連載が入り、ゲーム音楽の作曲活動は継続した。1992年に北京で行われたサザンのライブに同行し客席で観覧。1994年4月からはレギュラーラジオ番組「OPTY MUKUTY」が開始（1996年3月まで放送された）。1994年10月に桑田が青山学院大学の学祭の前夜祭に出演した際には、原と共に飛び入り出演しており、個人での局所的な活動やメンバーとの交流は続いていた。
1994年12月に日本武道館で開催されたAct Against AIDSイベントにサザンが出演しベーシストとして参加。1995年以降は本格的にサザンでの活動を再開している。
1996年には東京都目黒区の祐天寺駅近くに、念願だったウクレレとテディベアを取り揃えたショップ『のほほんベアーズ』を開店。本店舗はウクレレやフラダンスなどの教室も兼ねている。1997年にウクレレをコンセプトとした2枚目アルバム『UKULELE CALENDAR』が発売された。1998年より上述のショップの店名を、『PoePoe』に変更した。
2000年に入り、8月に逗子マリーナガーデンプールにてウクレレミュージシャンを集めて『ウクレレ・ピクニック・イン逗子マリーナ』を開催。このイベントは2007年まで各年の8月に開催された。11月には俳優の竹中直人を迎え、関口和之 featuring 竹中直人の名義で3枚目のアルバム『口笛とウクレレ』を発売した。2001年10月にハバナ・バージョンでセルフカバーした1枚目シングル「HOTEL PACIFIC」とサザンの楽曲に世界各地のワールド・ミュージックを取り入れてセルフカバーしたアルバム『World Hits!? of Southern All Stars』を同日に発売した。2002年にはハワイアンミュージックを取り入れた2枚目シングル「私の青空～MY BLUE HEAVEN～」を発売した。
その後も各年に日本でウクレレのイベントを開催、あるいはハワイでイベントを参加を行っている。2008年4月には再び竹中を迎え、関口和之 featuring 竹中直人・分山貴美子の名義でアルバム『口笛とウクレレ2』を発売した。
2009年2月にホノルルで「ウクレレピクニック・イン・ハワイ」を開催した。以降、毎年2月に行われている。2012年10月にはアルバム『UKULELE CARAVAN』が発売された。同年にはハワイに『ポエポエ・ハワイアンカルチャーセンター』を開いた。2013年以降はサザンの活動と並行にウクレレのイベントを各年に開催している。
2019年12月にサザンも含めて自身の楽曲全てがサブスクリプション型サービスでのストリーミング配信が解禁された。
2022年8月にアルバム『FREE-UKES』が発売された。タイトルは、「FREE=自由」と「UKES=ウクレレ」の複数形（アメリカでの呼称）によって組み合わされている。高木ブーと関口らによって結成している「1933ウクレレオールスターズ」の新曲4曲と関口が今まで発売した楽曲を収録している。

## 作品

### シングル
| # | 発売日         | 作品名                      | 発売名義                     | 形態   | 規格品番   | 収録アルバム                       |
| - | -------------- | --------------------------- | ---------------------------- | ------ | ---------- | ---------------------------------- |
| 1 | 2001年10月24日 | HOTEL PACIFIC               | 関口和之 featuring 玲葉奈    | EP     | VIJL-60096 | World Hits!? of Southern All Stars |
| 2 | 2002年7月17日  | 私の青空 〜MY BLUE HEAVEN〜 | 関口和之 featuring KONISHIKI | 12cmCD | VICL-35417 | アルバム未収録                     |

### アルバム
| # | 発売日         | 作品名                             | 発売名義                                | 形態   | 規格品番                 | 収録曲 |
| - | -------------- | ---------------------------------- | --------------------------------------- | ------ | ------------------------ | --- |
| 1 | 1986年2月5日   | 砂金                               | 関口和之                                | CD     | VICL-18102               | 1. 絵の中のクレーア 2. LE MARCHE（マルシェ） 3. 砂金 4. フトンへようこそ 5. エスケイプ 6. アンクル・ピーターの羽 7. 付録:人気なんかラララ（We're the 二次会） |
| 2 | 1997年6月25日  | UKULELE CALENDAR                   | CAPTAIN MOOK & THE ALA MOANA STRINGS    | CD     | VICL-60047               | 1. (July) ウクレレブラザー 2. (August) WALK DON'T RUN 3. (September) スターダスト音頭〜STARDUST（メドレー） 4. (October) ひき潮 (EBB TIDE) 5. (November) モスクワ郊外の夕べ 6. (December) ウクレレ クリスマス 7. (January) ウクレレ春の海（短編） 8. (February) ウクレレ バレンタイン 9. (March) SAYONARA 10. (April) さっちゃんのおつかい 11. (May) フニクリ フニクラ 12. (June) 悲しき雨音 (Rhythm Of The RAIN) 13. (おまけ) 前略ウクレレ |
| 2 | 1997年6月25日  | UKULELE CALENDAR                   | CAPTAIN MOOK & THE ALA MOANA STRINGS    | EP     | VIZL-26                  | 1. (July) ウクレレブラザー 2. (August) WALK DON'T RUN 3. (September) スターダスト音頭〜STARDUST（メドレー） 4. (October) ひき潮 (EBB TIDE) 5. (November) モスクワ郊外の夕べ 6. (December) ウクレレ クリスマス 7. (January) ウクレレ春の海（短編） 8. (February) ウクレレ バレンタイン 9. (March) SAYONARA 10. (April) さっちゃんのおつかい 11. (May) フニクリ フニクラ 12. (June) 悲しき雨音 (Rhythm Of The RAIN) 13. (おまけ) 前略ウクレレ |
| 3 | 2000年11月22日 | 口笛とウクレレ                     | 関口和之 featuring 竹中直人             | CD     | VICL-60662               | 1. BITTERSWEET SAMBA 2. 雨にぬれても 3. MOON RIVER 4. LOVE 5. 私の青空 6. 慕情 |
| 4 | 2001年10月24日 | World Hits!? of Southern All Stars | 関口和之 & 砂山オールスターズ           | CD     | VICL-60796               | |
| 5 | 2008年4月23日  | 口笛とウクレレ2                    | 関口和之 featuring 竹中直人・分山貴美子 | CD     | VICL-62805               | 1. アズ・ティアーズ・ゴー・バイ 2. ヴィーナス 3. 幸せの黄色いリボン 4. 夏の日の恋 5. ぼくの伯父さん 6. 蘇州夜曲 7. カーマはきまぐれ 8. アズ・ティアーズ・ゴー・バイ 9. La Mer |
| 6 | 2012年10月24日 | UKULELE CARAVAN                    | 関口和之                                | CD     | VICL-63910               | 1. TAHITI 2. ウクレレキャラバンのうた 3. 夏のBaby〜迷子に御用心〜 4. ウクレレ踏んじゃった! 5. ほのか 6. 口笛吹きと仔馬 7. 5963ロックンロール 8. 天国行きのバス 9. 風待つ林に 10. あたたかな春の日に |
| 7 | 2022年8月10日  | FREE-UKES                          | 関口和之                                | CD+DVD | VIZL-2087 （初回限定盤） | |
| 7 | 2022年8月10日  | FREE-UKES                          | 関口和之                                | CD     | VICL-65720 （通常盤）    | |

出典:

### ゲーム音楽
桃太郎伝説シリーズ
| 初版発売年 | タイトル                      | 共同名義      |
| ---------- | ----------------------------- | ------------- |
| 1987年     | 桃太郎伝説                    | 単独制作      |
| 1990年     | 桃太郎伝説ターボ              | 単独制作      |
| 1990年     | 桃太郎伝説II                  | 単独制作      |
| 1991年     | 桃太郎伝説外伝                | 単独制作      |
| 1993年     | 新桃太郎伝説                  | 単独制作      |
| 1998年     | 桃太郎伝説 (1998年版)         | 宮路一昭      |
| 2001年     | 桃太郎伝説1→2                 | 不明          |
| 2001年     | 桃太郎まつり                  | 宮路一昭      |
| 2001年     | 桃太郎まつり 石川六右衛門の巻 | 宮路一昭 池毅 |
| 2011年     | 桃太郎伝説モバイル            | 単独制作      |

桃太郎電鉄シリーズ
| 初版発売年 | タイトル                                       | 共同名義              |
| ---------- | ---------------------------------------------- | --------------------- |
| 1988年     | 桃太郎電鉄                                     | 単独制作              |
| 1989年     | スーパー桃太郎電鉄                             | 単独制作              |
| 1991年     | スーパー桃太郎電鉄II                           | 単独制作              |
| 1994年     | スーパー桃太郎電鉄III                          | 単独制作              |
| 1995年     | スーパー桃太郎電鉄DX                           | 単独制作              |
| 1996年     | 桃太郎電鉄HAPPY                                | 宮路一昭              |
| 1997年     | 桃太郎電鉄7                                    | 宮路一昭              |
| 1998年     | 桃太郎電鉄jr. 〜全国ラーメンめぐりの巻〜       | 宮路一昭              |
| 1999年     | 桃太郎電鉄V                                    | 宮路一昭              |
| 2001年     | 桃太郎電鉄X 〜九州編もあるばい〜               | 宮路一昭 池毅         |
| 2002年     | 桃太郎電鉄11 ブラックボンビー出現!の巻         | 宮路一昭 池毅         |
| 2003年     | 桃太郎電鉄12 西日本編もありまっせー!           | 宮路一昭 池毅         |
| 2004年     | 桃太郎電鉄USA                                  | 宮路一昭 池毅         |
| 2005年     | 桃太郎電鉄G ゴールド・デッキを作れ!            | 宮路一昭 池毅         |
| 2005年     | 桃太郎電鉄15 五大ボンビー登場!の巻             | 池毅                  |
| 2006年     | 桃太郎電鉄16 北海道大移動の巻!                 | 池毅                  |
| 2007年     | 桃太郎電鉄DS TOKYO&JAPAN                       | 池毅                  |
| 2008年     | 桃太郎電鉄20周年                               | 池毅                  |
| 2009年     | 桃太郎電鉄2010 戦国・維新のヒーロー大集合!の巻 | 池毅                  |
| 2010年     | 桃太郎電鉄タッグマッチ 友情・努力・勝利の巻!   | 池毅                  |
| 2010年     | 桃太郎電鉄WORLD                                | 池毅                  |
| 2016年     | 桃太郎電鉄2017 たちあがれ日本!!                | 池毅                  |
| 2020年     | 桃太郎電鉄 〜昭和 平成 令和も定番!〜           | 前山田健一 樹原孝之介 |
| 2023年     | 桃太郎電鉄ワールド 〜地球は希望でまわってる!〜 | 前山田健一 樹原孝之介 |

その他のゲームソフト
| 初版発売年 | タイトル                             | 共同名義 |
| ---------- | ------------------------------------ | -------- |
| 1990年     | 忍者らホイ! 痛快うんがちょこ忍法伝!! | 単独制作 |
| 1997年     | 怪物パラ☆ダイス                      | 単独制作 |

### 参加作品
| アーティスト名       | 発売日        | タイトル        | 形態 | 規格品番                                        | 順位 |
| -------------------- | ------------- | --------------- | ---- | ----------------------------------------------- | ---- |
| チーム・アミューズ!! | 2011年5月25日 | Let's try again | CD   | ASCM-6092（アミューズソフトエンタテインメント） | 2位  |

#### イメージアルバム
ここはグリーン・ウッド　作品全体のサウンドプロデュースを担当
| 歌手                                 | 楽曲                                           | 担当                        | 発売年 |
| ------------------------------------ | ---------------------------------------------- | --------------------------- | ------ |
| 浦上裕里子                           | 忍・来い                                       | 作詞※                       | 1989年 |
| 関口和之                             | 雨やどり                                       | 作詞、作・編曲、ハーモニカ  | 1989年 |
| グリーン・ウッドのみなさん           | グリーン・ウッド・カーニバル～汝の日常を愛せよ | 声の出演(青木)              | 1989年 |
| 坂本洋                               | めざせバルセロナ～愛は脚力                     | 作詞※・作曲                 | 1991年 |
| 巻上公一                             | ここは八百八町                                 | 作詞※、コーラス             | 1991年 |
| 岩田光央・関俊彦                     | 君といつまで                                   | 作詞※・作曲                 | 1991年 |
| グリーン・ウッドのみなさん           | グリーン・ウッド・カーニバル2～部屋番号の歌    | 声の出演(盆田)              | 1991年 |
| グリーン・ウッドのみなさん           | グリーン・ウッド・カーニバル3～近況報告の歌    | 作詞※・作曲、声の出演(盆田) | 1992年 |
| 緑川ツグヲ                           | あいつの噂                                     | 作詞※                       | 1992年 |
| 井上和彦                             | ウクレレな兄の愛                               | 作曲                        | 1992年 |
| 佐々木望・岩田光央・関俊彦・坂本千夏 | 桜林の園                                       | 作詞※、コーラス             | 1992年 |
| 佐々木望・岩田光央・関俊彦・坂本千夏 | 友よ                                           | 作詞※・作曲                 | 1993年 |

※=青島雪男名義

### 提供作品
| 歌手                        | 楽曲                      | 担当 | 発売年 |
| --------------------------- | ------------------------- | ---- | ------ |
| 原由子                      | うさぎの唄                | 作詞 | 1981年 |
| アミダばばあ&タケちゃんマン | アミアミダダバ アミダばば | 作詞 | 1983年 |

### 著書
- 『突然ですがキリギリスー誰も書きたくなかったサザンオールスターズ』（1983年11月1日、集英社）ISBN 4087800539
- 『僕らの上には空だけ』（1989年1月1日、ミリオン出版）ISBN 4886720412
- 『世界ではじめての青空』（1992年12月17日、マガジンハウス）ISBN 4838702981
- 『ウクレレ快楽主義』（1992年12月10日、TOKYO FM出版）ISBN 9784924880078
- 『ウクレレデイズ vol.1 いとしのエリー』（2002年7月30日、TOKYO FM出版）ISBN 4887450729
- 『ウクレレ大図鑑』（2004年1月20日、リットーミュージック）ISBN 4845610124
- 『ウクレレ・ラヴ UKULELE LOVE 関口和之 責任編集』（2004年8月10日、TOKYO FM出版）ISBN 4887450044
- 『新ウクレレ大図鑑』（2010年6月15日、リットーミュージック）ISBN 4845618265

### 連載・コラム
- Fine 「関口和之のなごみ話」（1986年）[10]
- ぱふ「今夜のおかずはおみおつけ」[10]
- 週刊少年サンデー増刊号「星空のコブラツイスト」[10]
- COSMOPOLITAN 日本版「関口くんのほのぼのMUSIC」[10]
- ビデオSALON「関口和之のAVファンタジー」[10]
- Caz「プライベート・ソングス」（1989年 - 1990年）[10]
- ヴァンテーヌ 「関口和之のNOWHERE LAND」（1989年 - 1990年）[10]
- 美容と経営 「人生はBb」（1990年）[10]
- TV LIFE「関口和之のウクレレな気分」（1993年）[10]
- 新潟日報 「ラクダの口笛」（1993年）[10]
- Free & Easy「のほほんの道」[10]
- SURFING WORLD 「12色のハワイ」（2003年 - 2004年）[10]
- 週刊現代 「ご隠居　関口和之のホラリスト養成講座」（2006年8月 - 2008年6月）[10]
- その他にもMiss HERO、FMレコパル、中学一年生コースなど幅広い雑誌で連載を行ったと語っている[10]。

## 出演・担当番組
※すべて個人での出演・構成によるもの。グループでの出演などはサザンオールスターズ#出演の節を参照。太字は、現在放送中の番組である。

### テレビ
| 放送年          | 番組名                                                          | 放送局                 | 備考   | 出典   |
| --------------- | --------------------------------------------------------------- | ---------------------- | ------ | ------ |
| 1987年          | ニッポンテレビ大学                                              | 日本テレビ             | MC担当 | [ 10 ] |
| 1994年 - 1995年 | えびす温泉                                                      | テレビ朝日             | -      | [ 10 ] |
| 1997年          | 平成古寺巡礼                                                    | NHK衛星第2テレビジョン | -      | [ 10 ] |
| 2014年9月6日    | 関口和之・ウクレレピクニックinハワイ 虹の唄が結ぶアロハのこころ | BSテレ東               | -      | [ 69 ] |
| 2020年5月2日    | 外出自粛の夜に〜ウクレレでリレー音楽会                          | NHK BS1                | -      | [ 70 ] |
| 2020年6月7日    | 世界とつながる夜〜ウクレレでリレー音楽会第二弾                  | NHK BS1                | -      | [ 71 ] |

### テレビドラマ
| 放送年 | 番組名                 | 放送局     | 役名     | 出典   |
| ------ | ---------------------- | ---------- | -------- | ------ |
| 1990年 | いつも誰かに恋してるッ | フジテレビ | 饗庭恭介 |        |
| 1996年 | リョーコ               | WOWOW      | ?        | [ 10 ] |
| 2008年 | the波乗りレストラン    | 日本テレビ | アキラ   | [ 72 ] |

### アニメ映画（声優として出演）
| 公開年 | タイトル名 | 役名                        |
| ------ | ---------- | --------------------------- |
| 1993年 | ぼのぼの   | シマリスくんのおとうさん 役 |

### ラジオ
| 担当年                        | 番組名                 | 放送局                       | 備考                                 | 出典                 |
| ----------------------------- | ---------------------- | ---------------------------- | ------------------------------------ | -------------------- |
| 1981年1月 - 1981年9月         | 桑田クンと関口クン     | ニッポン放送                 | 桑田佳祐と共にパーソナリティを担当。 | [ 10 ] [ 3 ]         |
| 1986年4月 - 1987年9月         | 109ポップタウン        | エフエム東京                 | -                                    | [ 10 ] [ 3 ]         |
| 1994年4月 - 1996年3月         | オプティー・ムクティー | エフエム富士                 | -                                    | [ 10 ] [ 60 ]        |
| 2005年11月1日 - 2009年3月29日 | のほほんストア         | エフエム仙台、エフエム北海道 | -                                    | [ 73 ] [ 74 ]        |
| 2014年7月5日 - 2019年6月30日  | NO-FO-FON TIME         | InterFM897                   | -                                    | [ 75 ] [ 76 ] [ 77 ] |
| 2021年4月4日 - 2023年3月26日  | 波のまにまにあ         | 横浜エフエム放送             | -                                    | [ 78 ]               |

### 構成
| 担当年                 | 番組名                                  | 放送局     | 備考     | 出典   |
| ---------------------- | --------------------------------------- | ---------- | -------- | ------ |
| 1988年10月 - 1990年9月 | 冗談画報II                              | フジテレビ | -        | [ 10 ] |
| 1990年 - 1992年        | ウッチャンナンチャンのやるならやらねば! | フジテレビ | 構成協力 | [ 10 ] |